# Festival international du film de Saint-Sébastien 2013
Le festival international du film de Saint-Sébastien 2013, 61e édition du festival (61 Festival de San Sebastián ou 61 Donostiako Zinemaldia), s'est tenu du 20 au 28 septembre 2013.

## Déroulement et faits marquants
Les premiers films annoncés en compétition ont été dévoilés le 7 août 2013. À savoir : Mon âme par toi guérie de François Dupeyron et avec Céline Sallette, Quai d'Orsay de Bertrand Tavernier et avec Thierry Lhermitte et Raphaël Personnaz, The Railway Man de Jonathan Teplitzky et avec Colin Firth et Nicole Kidman.
Le 22 août 2013 le film L'Extravagant Voyage du jeune et prodigieux T. S. Spivet de Jean-Pierre Jeunet est sélectionné pour clore ce 61e festival.

## Jury
- Todd Haynes (Président) : réalisateur
- Mariela Besuievsky (producteur)
- Valeria Bruni Tedeschi (actrice et réalisatrice)
- David Byrne (musicien)
- Paulina García (actrice)
- Cesc Gay (réalisateur)
- Diego Luna (acteur)

## Sélection

### Compétition officielle
- Amours cannibales (Caníbal) de Manuel Martín Cuenca  Espagne
- Club Sandwich (Club Sándwich) de Fernando Eimbcke  Mexique
- Les Trois Crimes de West Memphis (Devil's Knot) de Atom Egoyan  États-Unis
- Enemy de Denis Villeneuve  Canada
- Les Femmes de Visegrad de Jasmila Žbanić  Bosnie-Herzégovine
- La herida de Fernando Franco  Espagne
- Mon âme par toi guérie de François Dupeyron  France
- October November de Götz Spielmann  Espagne
- Pelo malo de Mariana Rondón  Venezuela  Pérou
- Quai d'Orsay de Bertrand Tavernier  France
- Les Voies du destin (The Railway Man) de Jonathan Teplitzky  Royaume-Uni  Australie
- Vivir es fácil con los ojos cerrados de David Trueba  Espagne
- Un week-end à Paris (Le Week-End) de Roger Michell  Royaume-Uni

### Hors compétition
- L’Extravagant voyage du jeune et prodigieux T.S. Spivet de Jean-Pierre Jeunet (film de clôture)
- Metegol de Juan José Campanella
- Les Sorcières de Zugarramurdi (Las brujas de Zugarramurdi) de Álex de la Iglesia

## Palmarès
- Coquille d'or : Pelo malo de Mariana Rondón[3]
- Prix spécial du jury : La herida de Fernando Franco
- Coquille d'argent du meilleur réalisateur : Fernando Eimbcke pour Club Sándwich
- Coquille d'argent de la meilleure actrice : Marian Álvarez pour La herida
- Coquille d'argent du meilleur acteur : Jim Broadbent pour Un week-end à Paris
- Prix du jury pour la meilleure photographie : Pau Estebe Birba pour Caníbal
- Prix du jury pour le meilleur scénario : Antonin Baudry, Christophe Blain et Bertrand Tavernier pour Quai d'Orsay
- Prix Donostia :
  - Carmen Maura
  - Hugh Jackman